# (65708) Ehrlich
(65708) Ehrlich est un astéroïde de la ceinture principale.

## Description
(65708) Ehrlich est un astéroïde de la ceinture principale. Il fut découvert le 4 septembre 1992 à Tautenburg par Freimut Börngen et Lutz Dieter Schmadel. Il présente une orbite caractérisée par un demi-grand axe de 2,39 UA, une excentricité de 0,19 et une inclinaison de 2,8° par rapport à l'écliptique.

## Compléments